# Горецький Микола Олександрович
Мико́ла Олекса́ндрович Горе́цький — солдат Збройних сил України.

## З життєпису
Військовик 30-ї окремої механізованої бригади, учасник російсько-української війни.

## Нагороди
8 вересня 2014 року — за особисту мужність і героїзм, виявлені у захисті державного суверенітету та територіальної цілісності України, вірність військовій присязі під час російсько-української війни, відзначений — нагороджений орденом «За мужність» III ступеня.